# Project Hospital
Project Hospital è un videogioco gestionale realizzato dalla Oxymoron Games che permette di costruire e gestire ogni dettaglio di un ospedale e di diagnosticare e curare i singoli pazienti.

## Modalità di gioco
In Project Hospital è possibile essere al tempo stesso architetti, manager ed ovviamente medici. Dalla costruzione delle strutture, all'arredamento dei reparti, fino all'esecuzione di esami e test di laboratorio e l'utilizzo delle varie attrezzature diagnostiche (TAC, RM, Raggi X, ecc...), si può arrivare alle diagnosi delle malattie dei pazienti.
Il gioco è basato sul sistema sanitario statunitense: i pazienti hanno delle assicurazioni mediche che coprono i costi dei diversi interventi, delle prescrizioni e dei ricoveri. Questa modalità permette nel tempo di ricevere maggiori pazienti dalle assicurazioni, aumentando inoltre il prestigio dei singoli reparti e dell'intero nosocomio.
Ogni reparto (ad esclusione del Pronto Soccorso e della Terapia Intensiva) ha una sala operatoria dove l'équipe (chirurgo, medico specialista, anestesista e tre infermieri) possono effettuare interventi chirurgici più o meno complessi per guarire i pazienti.
Aumentando il prestigio dell'ospedale si sblocca poi la possibilità di utilizzare le ambulanze che porteranno al pronto soccorso i pazienti con gravi traumi e/o malattie.

### Diagnosi
Il paziente che arriva in ospedale, dopo aver effettuato il triage viene inviato ad un ambulatorio dove il medico specialista inizia la diagnosi: qui c'è la possibilità di visitarlo e di sottoporlo ad esami strumentali e di laboratorio sempre più approfonditi, questo per raggiungere la diagnosi del problema ed indirizzarlo alla cura più appropriata o al ricovero in reparto per il trattamento della malattia riscontrata.
La complessità della diagnosi è data, oltre che dalle 100 e più condizioni mediche, anche dalle centinaia di sintomi diagnosticabili a queste associate.

### Reparti
Il gioco è stato pubblicato con la possibilità di creare i reparti di:
- Pronto Soccorso
- Terapia Intensiva
- Radiologia
- Laboratori Analisi
- Ortopedia
- Chirurgia Generale
- Medicina Interna
- Neurologia
- Cardiologia
- Traumatologia (tramite DLC)
- Malattie infettive (tramite DLC)

### Comunità
Il titolo è supportato da una comunità di sviluppatori che hanno permesso di tradurre il gioco in moltissime lingue oltre a quelle di rilascio, e che costantemente rilascia "mod". Quest'attività ha portato alla pubblicazione di molteplici nuovi reparti: psichiatria, otorinolaringoiatria, urologia e nefrologia, venerologia, chirurgia plastica, oncologia e ginecologia; oltre che ad una vasta gamma di decorazioni e modifiche del sistema diagnostico, rendendo il gioco molto realistico.

## Accoglienza
Simone Tagliaferri di Multiplayer.it gli diede come voto 8.7, definendolo il vero erede di Theme Hospital, apprezzando l'ottima simulazione di attività ospedaliera, il lato gestionale curato e le tante opzioni di personalizzazione ma come contro l'interfaccia ostica ed il fatto che fosse tecnicamente un po' "rozzo". Daniele Spelta di SpazioGames.it gli diede un 8, trovandolo la perfetta spalla di Two Point Hospital, favorendo i tanti elementi di gioco ben tenuti assieme ed i tantissimi modi di personalizzare l'ospedale mentre reputò come difetti la telecamera fissa, il suo essere artisticamente anonimo e la presenza di qualche difficoltà nella gestione dei controlli. Matteo Fogli di rewindie.it non lo trovò un brutto gioco, ma solo imperfetto, appesantito da scelte progettuali; un titolo che avrebbe divertito i giocatori più pazienti mentre gli altri si sarebbero stancati presto.